# 8006 Tacchini
8006 Tacchini eller 1988 QU är en asteroid i huvudbältet som upptäcktes den 22 augusti 1988 av San Vittore-observatoriet i Bologna. Den är uppkallad efter den italienska astronomen Pietro Tacchini.
Asteroiden har en diameter på ungefär 6 kilometer.